# Elecciones estatales de Hesse de 1978
Las elecciones al noveno Parlamento de Hesse se celebraron el 8 de octubre de 1978. A pesar de la victoria triunfal de la CDU en las elecciones municipales de 1977 y la dimisión de Albert Osswald como primer ministro, la coalición social-liberal pudo ganar la mayoría de nuevo.

## Candidatos

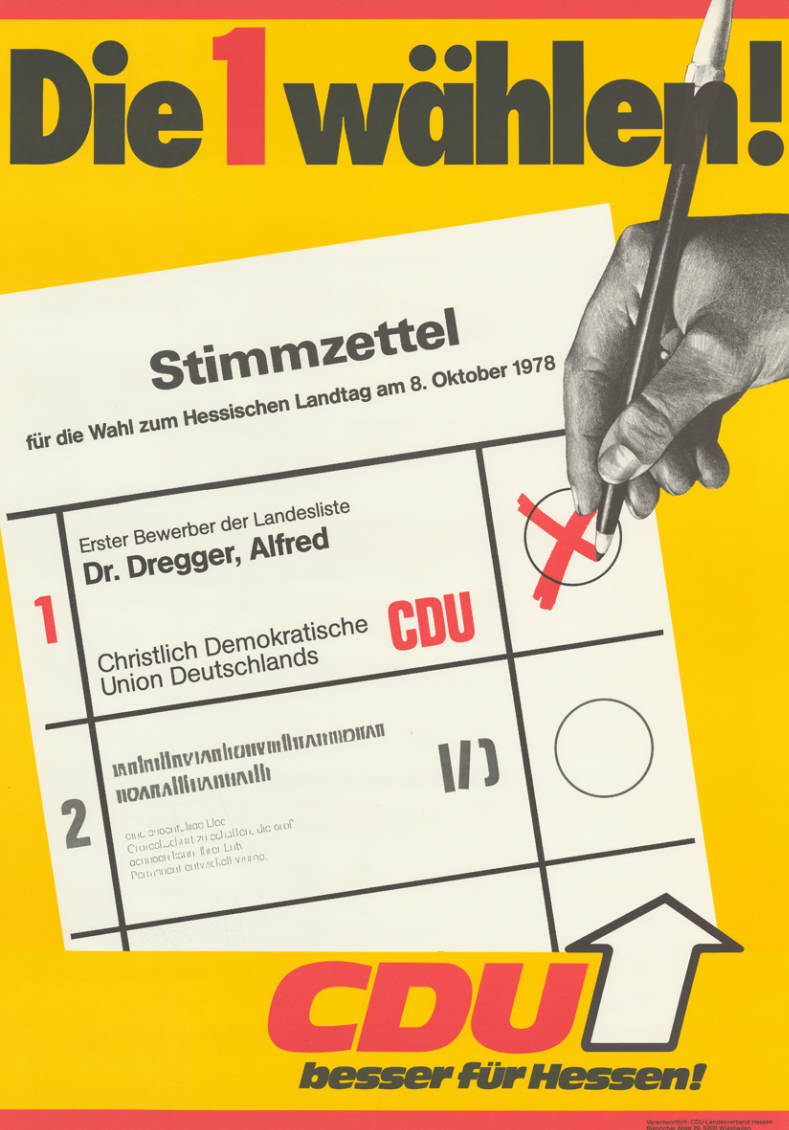
Cartel electoral de la CDU

El SPD postuló con el primer ministro Holger Börner como principal candidato. El candidato de la CDU fue de nuevo el líder parlamentario Alfred Dregger. El candidato del FDP fue Ekkehard Gries.

## Encuestas
Las encuestas de opinión antes de las elecciones mostraron un panorama mixto. Mientras Allensbach predijo una victoria para la CDU, Infas pronosticó una mayoría rojo-amarilla.
|  |     | Allensbach | Infas  |
|  | --- | ---------- | ------ |
|  | CDU | 47,2 %     | 45,5 % |
|  | SPD | 40,4 %     | 45 %   |
|  | FDP | 6,8 %      | 5,5 %  |

## Resultados
| Partido        | Partido        | Votos     | %     | Candidatos | Mand. directos | Escaños |
| -------------- | -------------- | --------- | ----- | ---------- | -------------- | ------- |
| Hab. inscritos | Hab. inscritos | 3.933.990 |       |            |                |         |
| Votantes       | Votantes       | 3.450.090 | 87,70 |            |                |         |
| Votos válidos  | Votos válidos  | 3.422.967 | 99,21 |            |                |         |
|                | CDU            | 1.575.445 | 46,03 | 55         | 29             | 53      |
|                | SPD            | 1.515.953 | 44,29 | 55         | 26             | 50      |
|                | FDP            | 225.044   | 6,57  | 55         |                | 7       |
|                | GLH            | 37.758    | 1,10  | 55         |                |         |
|                | GAZ            | 30.787    | 0,90  | 55         |                |         |
|                | DKP            | 14.531    | 0,42  | 55         |                |         |
|                | NPD            | 12.507    | 0,37  | 55         |                |         |
|                | FWG            | 7.452     | 0,22  | 36         |                |         |
|                | KBW            | 2.638     | 0,08  | 55         |                |         |
|                | EAP            | 511       | 0,01  | 21         |                |         |
|                | GLU            | 274       | 0,01  | 2          |                |         |
|                | G              | 39        | 0,00  | 1          |                |         |
|                | AVP            | 12        | 0,00  | 1          |                |         |
|                | Independientes | 16        | 0,00  | 1          |                |         |
| Total          | Total          | 3.422.967 | 100   | 502        | 55             | 110     |

Teniendo en cuenta el debate de la política educativa y las elecciones municipales ganadas por la CDU, el resultado fue bastante sorprendente. El aumento durante años de la CDU se detuvo, y la coalición social-liberal conservó su mayoría.

## Post-elección
Gracias a la mayoría de la coalición SPD/FDP,  Holger Börner fue reelegido como jefe de gobierno.